# 中山美穂 P.S. I LOVE YOU
『中山美穂 P.S. I LOVE YOU』（なかやまみほ ピーエスアイラブユー）は、かつてニッポン放送で日曜日夜に放送されていたラジオ番組。

## 概要
開始当初から1992年4月までは『HITACHI CRESCENT TIME 中山美穂 P.S. I LOVE YOU』（ひたちクレッセントタイム-）というタイトルで日立製作所が一社提供スポンサーだった。その後1992年4月から日立一社提供枠は『工藤静香 素敵にFeel So Good』に移って、本番組の時間帯も毎週日曜日24:30 - 25:30枠になった後、毎週土曜日23:00枠に移った1994年4月からは、前番組『西田ひかる 太陽がいっぱい』に続いて資生堂の一社提供スポンサーとなり、サブタイトルは「Shiseido Splendid Party」（資生堂スプレンディッドパーティー）に変わった。このサブタイトルは本番組終了後も『中居正広のSome girl' SMAP』（のちに『中居正広 ON&ON AIR』）に暫くの間引き継がれていた。
当番組が始まる前に、『中山美穂 ちょっとだけええかっこC』（1985年10月 - 1990年3月14日）のパーソナリティを務めており、そのリニューアルという形でスタートした。
ハガキ紹介だけではなく、ラジオドラマ的な要素も含まれていた番組だった。
なお、この番組からの書籍が、1991年5月にニッポン放送出版から出版された。

## パーソナリティ
- 中山美穂

## 主なゲスト
- 網浜直子
- CHAGE and ASKA
- 織田裕二
- 杏里
- 藤井フミヤ
- 田島貴男（ORIGINAL LOVE）
- CHARA
- 森口博子
- 井原正巳
- トミーズ
- 浜田雅功
- 浜崎貴司
- 岡田浩暉
- 柳葉敏郎

## テーマソング
- Sweetest Lover（中山美穂）　- アルバム「angel hearts」収録

## 放送期間・放送時間

### ニッポン放送
- 1990年3月24日 - 1995年6月24日
  - 毎週日曜日23:00 - 23:30 （1990年3月24日 - 1990年6月24日）
  - 毎週日曜日23:30 - 24:30 （1990年7月1日 - 1990年10月7日）
  - 毎週日曜日23:00 - 24:00 （1990年10月14日 - 1992年4月5日）
  - 毎週日曜日24:30 - 25:30 （1992年4月12日 - 1994年3月）
  - 毎週土曜日23:00 - 23:30 （1994年4月 - 1995年6月24日）

### ネット局
（出典：）

ネット局数はHITACHI CRESCENT TIMEが冠についていた期間はHITACHI FAN! FUN! TODAYと同じ（北海道は北海道放送、中京広域圏は東海ラジオ放送、近畿広域圏はラジオ大阪、福岡県は九州朝日放送、沖縄県は琉球放送にネット）。ニッポン放送では30分番組で始まったが、各ネット局は全て1時間番組で始まった。日立一社提供枠を外れた1992年4月以降はネット局数が減少（1992年4月以前の33局から4局にまで減った）。
なお、30分番組となった1994年4月から東海ラジオでのネットが復活した。
朝日放送では、ラジオ大阪が打ち切り後、日曜23:05から「資生堂ハートコンシャスタイム」のサブタイトルで最終回まで放送された。

#### 1990年3月 - 1992年4月
日立製作所一社提供時代
- 北海道放送：金曜23:30 - 24:30（1990年3月 - 1990年9月） → 日曜23:00 - 24:00（1990年10月 - 1992年4月）
- 青森放送：日曜23:00 - 24:00
- 秋田放送：土曜23:00 - 24:00
- 岩手放送：日曜22:00 - 23:00
- 山形放送：日曜23:00 - 24:00
- 東北放送：金曜22:30 - 23:30
- ラジオ福島：土曜23:00 - 24:00
- 新潟放送：金曜22:30 - 23:30
- 信越放送：土曜23:30 - 24:30（1990年3月 - 1991年3月） → 日曜23:05 - 24:05（1991年4月 - 1992年4月）[2]
- 山梨放送：土曜23:00 - 24:00
- 北日本放送：日曜23:00 - 24:00
- 北陸放送：日曜24:00 - 25:00（1990年3月 - 1991年3月） → 日曜23:00 - 24:00（1991年4月 - 1992年4月）
- 福井放送：日曜23:00 - 24:00
- 静岡放送：日曜24:05 - 25:05（1990年3月 - 1990年9月） → 日曜23:30 - 24:30（1990年10月 - 1992年4月）
- 東海ラジオ放送：日曜23:00 - 24:00
- 和歌山放送：日曜23:00 - 24:00
- ラジオ大阪：土曜22:00 - 23:00
- 山陽放送：土曜24:15 - 25:15（1990年3月 - 1991年9月） → 土曜23:45 - 24:45（1991年10月 - 1992年4月）
- 山陰放送：日曜22:30 - 23:30
- 中国放送：土曜23:00 - 24:00
- 山口放送：土曜22:10 - 23:10
- 四国放送：金曜23:30 - 24:30（1990年3月 - 1991年9月） → 金曜23:00 - 24:00（1991年10月 - 1992年4月）
- 西日本放送：土曜22:30 - 23:30
- 南海放送：土曜22:00 - 23:00
- 高知放送：日曜22:00 - 23:00
- 九州朝日放送：土曜22:30 - 23:30
- 大分放送：日曜23:00 - 24:00
- 長崎放送：土曜22:30 - 23:30
- 熊本放送：日曜23:00 - 24:00
- 宮崎放送：日曜23:00 - 24:00
- 南日本放送：土曜22:00 - 23:00
- 琉球放送：日曜23:00 - 24:00

#### 1992年4月 - 1994年3月
日立一社提供を外れて以後
（「→」は、放送曜日・時間帯変更なし、網掛け枠は放送なし）
| 局名       | 1992年4月 -       | 1992年10月 -      | 1993年4月 -       | 1993年10月 -      |
| ---------- | ----------------- | ----------------- | ----------------- | ----------------- |
| 青森放送   | 日曜24:00 - 25:00 | →                 | →                 | →                 |
| 秋田放送   |                   | 金曜24:00 - 25:00 | →                 | →                 |
| 山形放送   |                   |                   |                   | 土曜19:00 - 20:00 |
| ラジオ福島 |                   |                   |                   | 日曜23:00 - 24:00 |
| 山梨放送   | 土曜23:00 - 24:00 | →                 |                   |                   |
| 静岡放送   | 日曜21:00 - 22:00 | →                 | →                 | →                 |
| KBS京都    |                   |                   |                   | 土曜18:30 - 19:30 |
| ラジオ大阪 | 日曜24:30 - 25:30 |                   |                   |                   |
| 西日本放送 |                   |                   |                   | 土曜20:00 - 21:00 |
| 宮崎放送   |                   |                   | 土曜24:00 - 25:00 | →                 |
| 南日本放送 |                   | 土曜24:00 - 25:00 |                   | 日曜20:00 - 20:30 |

#### 1994年4月 - 1995年6月
資生堂一社提供時代
| 局名           | 1994年4月 -       | 1994年10月 -      | 1995年4月 -       |
| -------------- | ----------------- | ----------------- | ----------------- |
| STVラジオ      | 日曜23:30 - 24:00 | →                 | →                 |
| 青森放送       | 日曜24:00 - 24:30 | →                 | →                 |
| ラジオ福島     | 日曜23:00 - 23:30 | →                 | 土曜23:30 - 24:00 |
| 信越放送       | 月曜22:15 - 22:45 | →                 | →                 |
| 静岡放送       | 日曜21:00 - 21:30 |                   | 日曜21:30 - 22:00 |
| 東海ラジオ放送 | 日曜24:00 - 24:30 | →                 | →                 |
| ABCラジオ      | 日曜23:05 - 23:35 | →                 | →                 |
| 山陰放送       |                   | 土曜22:00 - 22:30 |                   |
| 中国放送       | 土曜23:30 - 24:00 | 土曜22:00 - 22:30 | →                 |
| 山口放送       |                   | 金曜21:10 - 21:40 |                   |
| 西日本放送     |                   | 木曜23:30 - 24:00 | →                 |
| 高知放送       | 日曜22:30 - 23:00 | →                 |                   |
| 九州朝日放送   | 日曜22:30 - 23:00 | →                 | →                 |
| 宮崎放送       | 土曜24:00 - 24:30 | →                 | →                 |